# Andy Rollings
Andy Rollings (Portishead, 14 dicembre 1954) è un ex calciatore inglese, di ruolo difensore.

## Caratteristiche tecniche
Era un difensore centrale.

## Carriera
Esordisce tra i professionisti nella stagione 1973-1974, giocando 4 partite nella prima divisione inglese con il Norwich City; tra il 1974 ed il 1977 gioca in terza divisione con il Brighton: nell'ultima di queste 3 stagioni conquista una promozione in seconda divisione, categoria in cui gioca per 2 campionati tra il 1977 ed il 1979. Nella stagione 1979-1980 gioca invece in prima divisione sempre con il Brighton, realizzando una rete  (in trasferta contro il Coventry City) in 7 presenze. A fine stagione viene ceduto dopo complessive 180 presenze ed 11 reti in partite di campionato allo Swindon Town, club di terza divisione; gioca poi per 2 stagioni nella medesima categoria con il Portsmouth, con cui vince la Third Division 1982-1983. L'anno seguente, dopo 2 partite con il Torquay Utd ed una presenza in terza divisione nel Brentford, si trasferisce ai semiprofessionisti del Maidstone Utd.

## Palmarès

### Club

#### Competizioni nazionali
- Third Division: 1

Portsmouth: 1982-1983